# W-50
W-50 – niezrealizowany projekt radzieckiego śmigłowca szturmowego wytwórni Kamow.

## Historia

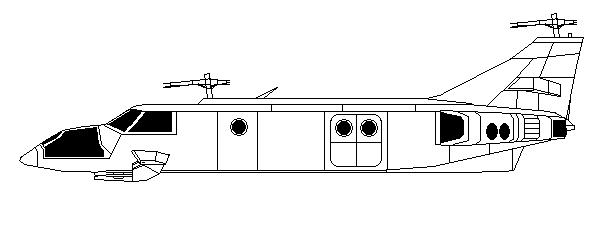
Jedna z wersji projektowanego W-50

Projekt W-50 powstał w 1969 roku. Maszyna swoim układem konstrukcyjnym przypominała śmigłowiec Jak-24, w obydwu śmigłowcach zastosowano podłużny układ dwuwirnikowy. Odmienny od preferowanego przez wytwórnie układu Kamowa. Prawdopodobnie przyczyną wyboru takiego rozwiązania był zespół konstruktorów Jakowlewa odpowiedzialny za budowę Jak-24, który przeszedł do biura Kamowa. Z racji zastosowanego układu napędowego, maszyna miała wydłużoną sylwetkę z kabiną załogi w układzie tandem, przypominającą kokpit w śmigłowcu Mi-24. Pod kadłubem miała znajdować się wieżyczka strzelecka. Na wysokości kabiny, po obydwu stronach kadłuba umieszczono relatywnie dużej rozpiętości belki, na których miało znajdować się sześć wyrzutni przeciwpancernych pocisków rakietowych. Belki pełniły również funkcję skrzydeł  odciążające wirniki w wytwarzaniu większej siły nośnej. Za kabiną załogi znajdował się rozbudowany przedział desantowy, który w toku prac projektowych uległ zmniejszeniu. Śmigłowiec miał być zdolny do lotu z prędkością ponad 400 km/h. Brak zainteresowania ze strony wojsk lądowych i marynarki wojennej, wstrzymał wszelkie prace.